# Aéroport international de Campo Grande
Pour les articles homonymes, voir CGR.
L'aéroport international Campo Grande (code IATA : CGR • code OACI : SBCG), parfois aussi appelé, de manière informelle aéroport Antônio João, est l'aéroport de la ville de Campo Grande au Brésil.
Il est exploité par Infraero.

## Historique
L'aéroport a été ouvert officiellement en 1953 et le terminal pour les passagers en 1964.
Depuis 1975, il est exploité par Infraero.  

## Compagnies aériennes et destinations
| Compagnies              | Destinations                                            |
| ----------------------- | ------------------------------------------------------- |
| Azul Brazilian Airlines | Corumbá (en), Cuiabá (en), Curitiba, São Paulo/Campinas |
| Gol Transportes Aéreos  | São Paulo/Congonhas, São Paulo/Guarulhos                |
| LATAM Brasil            | Brasília, São Paulo/Congonhas, São Paulo/Guarulhos      |

Actualisé le 5/01/2023

## Accès
L'aéroport est situé à 7 km du centre-ville de Campo Grande.